# Hildebrand Veckinchusen

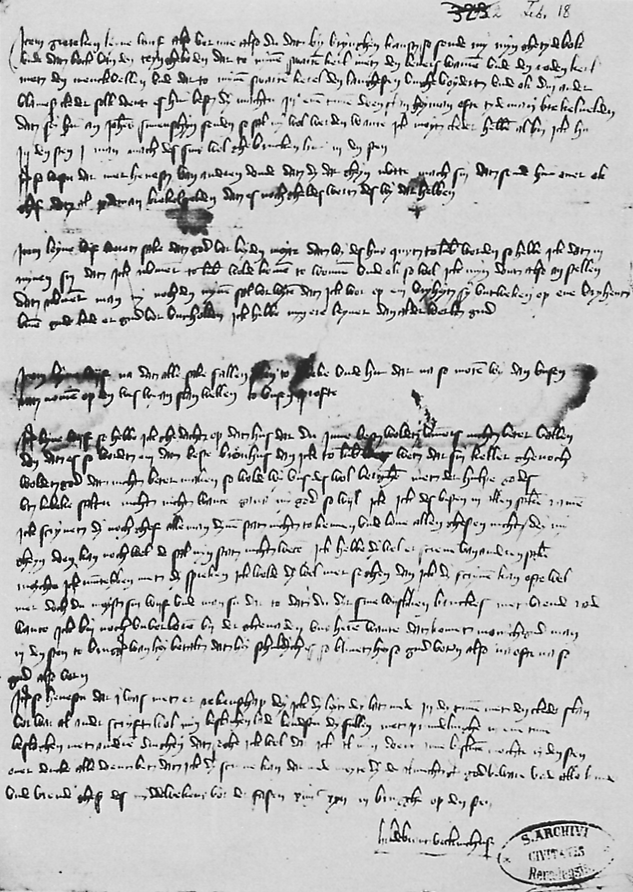
Brief Hildebrand Veckinchusens vom 18. Februar 1422, den er aus dem Brügger Schuldturm an seine zweite Frau Margarethe schickte (letzte Seite).

Hildebrand Veckinchusen (* um 1370, vermutlich in Westfalen; † Juli 1426 in Lübeck) war ein in Brügge lebender Kaufmann zur Zeit der Hanse. Neben der Tatsache, dass Hildebrand und sein Bruder Sivert zu den angesehensten Hansekaufleuten ihrer Zeit zählten, kommt Veckinchusen durch die Überlieferung von mehr als 500 Briefen und zehn Handelsbüchern eine herausragende Bedeutung für die Erforschung der Geschäftspraxis und Lebenswelt von Kaufleuten des späten Mittelalters zu.

## Leben

### Herkunft und Ausbildung
Hildebrand Veckinchusens Geburtsjahr ist nicht überliefert, wird aber gemeinhin um 1370 angesetzt. Der Vorname seiner Mutter lautete „Rixe“, der seines Vaters ist nicht bekannt. Über Hildebrands Herkunft gibt es keine abschließenden Erkenntnisse. Luise von Winterfeld vermutet aufgrund einer Äußerung Hildebrands, er habe Anfang 1377 im Kindesalter den Kaiser in Dortmund gesehen, dass Hildebrand auch in Dortmund geboren wurde. Dollinger hält aufgrund der Tatsache, dass Hildebrands dritter Bruder in Riga Ratsherr und zwischen 1402 und 1408 Bürgermeister war und ein Bertold Veckinchusen zwischen 1342 und 1353 als Ratsherr und späterer Bürgermeister in Reval (heute Tallinn) belegt ist, eine livländische Stadt für wahrscheinlicher. Irsigler führt dagegen einen vor dem Rat der Stadt Radevormwald in Westfalen beurkundeten Erbteilungsvertrag aus dem Jahr 1395 an, in dem sich ein Gottschalck Veckinchusen mit seinen Brüdern Hans, Hildebrand, Sievert, dem Geistlichen Herrn Ludwig und drei Schwestern verglich. Auch die Tatsache, dass der Familienname „Veckinchusen“ von dem Dorf Fockinghausen bei Radevormwald oder von einem gleichnamigen Dorf bei Meschede abgeleitet wird, legt nahe, dass Veckinchusen aus Westfalen stammte. Festzuhalten bleibt auf jeden Fall die ungewöhnlich hohe Mobilität der Familie, denn im 14. Jahrhundert traten Kaufleute dieses Namens im gesamten Hanseraum auf.
In seiner Jugend absolvierte Veckinchusen gemeinsam mit seinem älteren Bruder Sivert eine Ausbildung als Kaufmannsgehilfe in Livland, bevor er diesem nach Flandern folgte, wo er seine Ausbildung vermutlich fortsetzte. Erste eigene kaufmännische Aktivitäten sind für das Jahr 1390 in Dordrecht überliefert, wo sich Hildebrand am Stapel bescheinigen ließ, er habe zwei Terlinge Tuch und zwölf Botten Wein ordnungsgemäß gekauft.

### Geschäftliche und gesellschaftliche Situation um 1400
Für die Jahre 1393 und 1398 ist Hildebrand, für das Jahr 1399 Sivert als Aldermann des Hansekontors in Brügge erwähnt, was auf einen raschen geschäftlichen Aufstieg der beiden Brüder hindeutet. Gestützt wird dies durch die Tatsache, dass Hildebrand in erster Ehe mit der Schwester des Dortmunder Ratsherren und Bürgermeisters Claus Swarte verheiratet war. Dies und Siverts Besitz von drei Häusern in Brügge, die später zur Residenz des Hansekontors wurden, lässt laut Rolf Hammel den Schluss zu, dass die beiden Brüder in jenen Jahren „zu den angesehensten Hansekaufleuten in Flandern“ zählten.
Kurz nach dem Tod seiner ersten Frau heiratete Hildebrand auf die Vermittlung seines in Riga ansässigen Bruders Caesar erneut. 1398 vermittelt Caesar ihm den Kontakt zu der aus einer begüterten Rigaer Kaufmannsfamilie stammenden Margarethe Witte (um 1382 – nach 1433), die in einem Schreiben Caesars an Hildebrand vom 1. Juli 1398 als eine „ansehnliche Jungfrau von 15 Jahren“ (sůverlike juncvrouwe van 15 jaren) beschrieben wird. Nach einem kurzen Aufenthalt im Hause seines Schwiegervaters Engelbrecht Witte reiste Hildebrand nach Nowgorod, überwarf sich anschließend mit Engelbrecht wegen einer Mitgift von 100 Mark und ließ sich schließlich – dem Beispiel seines Bruders Sivert folgend – in Lübeck nieder. Dort erlangte er das Bürgerrecht und verheiratete um 1400 Taleke, seine Tochter aus erster Ehe, mit Peter van dem Damme aus einer Lübecker Ratsfamilie und erweiterte damit seinen Lübecker Beziehungskreis. Bereits 1402 kehrte Hildebrand jedoch wieder nach Brügge zurück, wo er bis auf einige kurze Reisen bis 1426 blieb. Sein lübisches Bürgerrecht behielt er allerdings zeitlebens; auch wohnten seine Frau Margarethe und seine Kinder in Lübeck.

### Ausdehnung und organisatorische Struktur der Handelsgeschäfte
Durch die Auswertung der von dem Wirtschaftshistoriker Wilhelm Stieda im letzten Drittel des 19. Jahrhunderts entdeckten Geschäftsbriefe ist bekannt, dass Veckinchusen von Flandern aus in ein weit verzweigtes, überwiegend auf verwandtschaftlichen Bindungen basierendes Netz von Handelsbeziehungen eingebunden war, das den gesamten Hanseraum von Nowgorod bis London umspannte und darüber hinaus nach Süden bis Venedig, im Westen bis nach Bayonne an der französischen Atlantikküste reichte.
Organisatorisch basierten die Geschäfte der Veckinchusens häufig auf Handelsgesellschaften, die für einen festgelegten Zeitraum mit einer kleinen Zahl von Partnern eingegangen wurden. Diese Form der Organisation bot den Vorteil, dass größeres Kapital eingesetzt und das Risiko für den Einzelnen verringert werden konnte. Der Kapitaleinsatz verteilte sich üblicherweise gleichmäßig auf die einzelnen Gesellschafter und auch Gewinn und Verlust wurden später gleichmäßig geteilt.
Anders als etwa noch Mitte des 13. Jahrhunderts, als Hansekaufleute ihre Waren gewöhnlich selbst begleiteten und im Tauschhandel absetzten, leitete Hildebrand Veckinchusen seine Geschäfte von seinem Brügger Kontor aus und begab sich nur noch zu wichtigen Gelegenheiten – etwa den regelmäßig stattfindenden Messen – auf Reisen. Die mit seiner Hausmarke versehenen Waren wurden gewöhnlich dem Transporteur – im Fall von Seehandelsgeschäften dem Kapitän des betreffenden Handelsschiffes – anvertraut oder von einem Handelsgesellen begleitet und am Bestimmungsort von Veckinchusens Korrespondenten verkauft.

### Der Handel zwischen Flandern und Livland

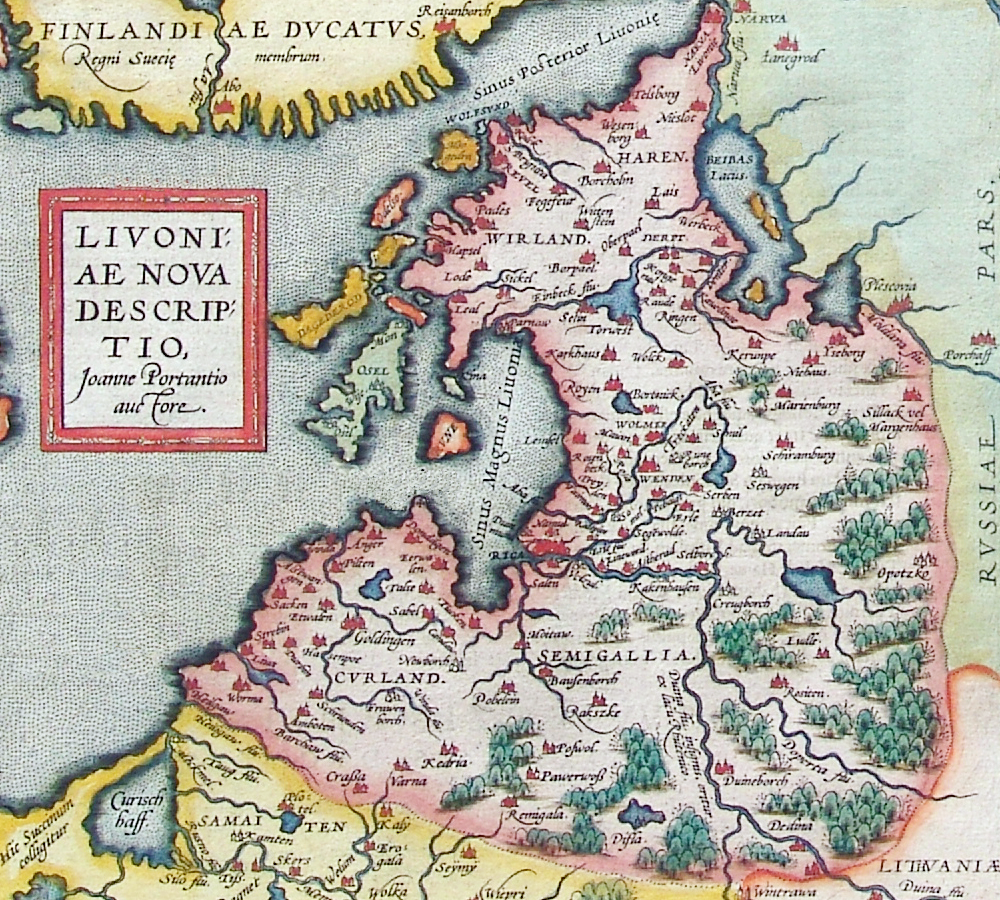
Historische Karte Livlands.

Zu Beginn des 15. Jahrhunderts handelte Veckinchusen vor allem mit Livland, wohin er Tuche, Salz und Gewürze verschiffte und im Gegenzug Wachs und Pelze einkaufte. Für diesen auf der Linie Flandern – Livland stattfindenden Handel waren Hildebrand und sein Bruder Sivert in mehreren Handelsgesellschaften organisiert. Am 3. August 1405 gingen sie gemeinsam mit den Brüdern Hartwig und Gottschalk Steenhus eine Gesellschaft ein, über deren Einzelgeschäfte wir durch eine umfangreiche Abrechnung des Rigaer Ratsherren Hartwig Steenhus vom Dezember 1407 im Detail unterrichtet sind. Nach den Berechnungen Walter Starks erzielte die Veckinchusen/Steenhus-Gesellschaft in den zwei Jahren ihres Bestehens einen Profit von 12 %, der allerdings nicht erzielt worden wäre, hätte nicht ein einzelnes sehr erfolgreiches Geschäft mit Wachs aus Livland nach Lübeck die Verluste der übrigen Teiloperationen aufgefangen. Im Jahr 1406 gründeten Hildebrand und sein Bruder Sivert gemeinsam mit Partnern in Reval und Dorpat eine weitere Handelsgesellschaft, die in den sechs Jahren ihres Bestehens jedoch keinen Gewinn erwirtschaftete, da die Gewinne aus dem Tuchverkauf die Verluste aus dem Handel mit Pelzen und Wachs nicht ausglichen. Irsigler führt dies darauf zurück, dass sich das Preisniveau für diese Waren auf dem flandrischen und livländischen Markt zu jenem Zeitpunkt zu weit angeglichen hatte.

### Die „venedyesche selscop“

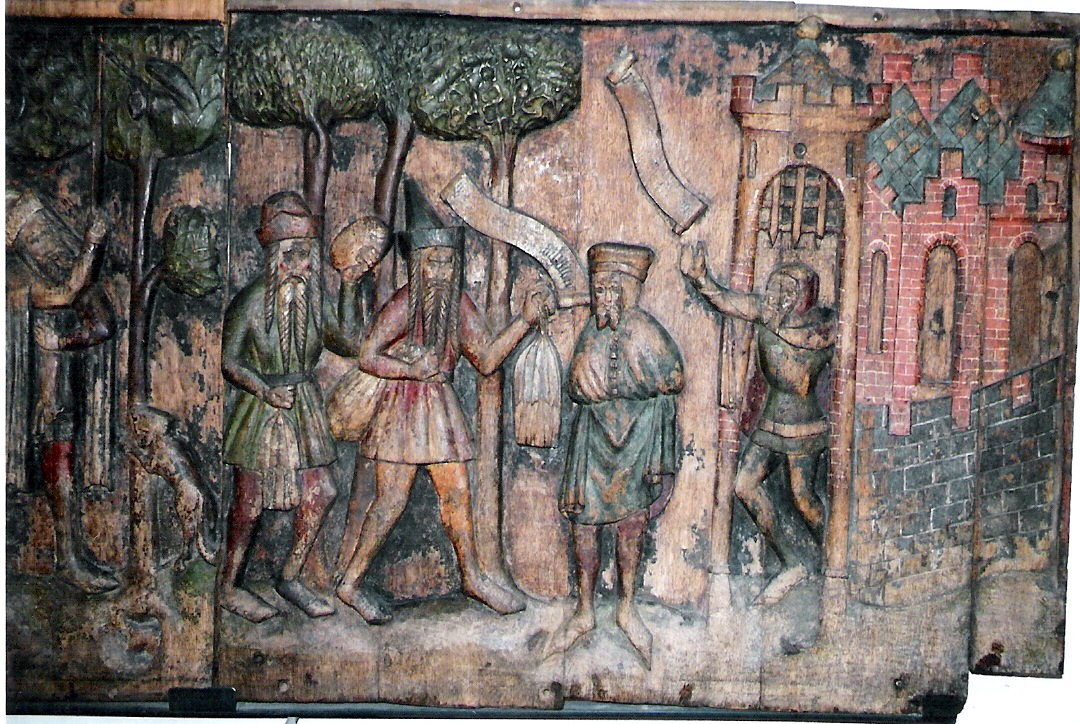
Pelze waren eine der wichtigsten Handelswaren der Brüder Veckinchusen. Zwischen 1403 und 1415 führten sie beträchtliche Mengen aus dem Osten ein: allein rund 90.000 Stück aus Reval, 67.000 aus Riga und 153.000 aus Danzig. Die Erlebnisse der hansischen Kaufleute im Baltikum und in Russland prägten auch die hansische Kunst. Hier eines von vier geschnitzten Paneelen des Rigafahrergestühls, die die Stralsunder Rigafahrer der Nikolaikirche ihrer Heimatstadt im 14. Jahrhundert schenkten: bärtige Russen übergeben ihre Jagdbeute, Eichhörnchen- und Hermelinfelle, einem deutschen Kaufmann.

Um direkte Kontakte nach Oberitalien zu knüpfen und die in Brügge ansässigen venezianischen Zwischenhändler auszuschalten, gründeten zwölf Kaufleute, unter ihnen Sivert und Hildebrand Veckinchusen, im ersten Jahrzehnt des 15. Jahrhunderts die sogenannte „venedyesche selscop“ (Venedische Gesellschaft). Die Teilhaber der Venedischen Gesellschaft transportierten ihre Waren nahezu ausschließlich über den Landweg und verkauften die in Venedig gekauften Güter wie Gewürze, Zucker, Brasilholz, Alaun und Weihrauch auf den Märkten von Flandern, England, im Heiligen Römischen Reich und in Skandinavien. Im Gegenzug gelangten Gebetskränze aus Bernstein, Tuche und Pelzwerk nach Venedig. Bis 1409 liefen die Geschäfte der Venedischen Gesellschaft offenbar so gut, dass die Gesellschafter Peter Karbow, Heinrich Slyper und Sivert Veckinchusen in einem Brief von Köln aus ihren Brügger Mitgesellschaftern Heinrich op dem Orde und Hildebrand Veckinchusen eine Aufstockung des Gesellschaftskapitals von 5.000 auf 11.000 Mark lübisch vorschlugen.
Vermutlich durch die ruinöse Geschäftspraxis des im Auftrag der Handelsgesellschaft nach Venedig entsandten Kaufmannes Peter Karbow und seines gleichnamigen Neffen geriet die Venedische Gesellschaft um 1411 in eine Krise. Karbow kaufte überteuerte Waren ein und ruinierte sich mit einem Überangebot an Fellen die Preise auf dem venezianischen Markt, so dass im April 1411 den in Venedig gekauften Waren im Wert von rund 70.000 Dukaten schließlich hansische Handelsgüter im Wert von rund 53.000 Dukaten gegenüberstanden. Die großen Umsätze der Gesellschaft konnten zudem nur durch auf die in Brügge, Köln und Lübeck sitzenden Partner gezogene Wechsel finanziert werden, deren Fälligkeitsdatum häufig vor dem Verkaufsdatum der Waren lag. Hinzu kam die anscheinende Unredlichkeit Peter Karbows, der schließlich 1412 in Lüneburg festgesetzt wurde. Nach seiner Gefangennahme gab Karbow alle in Venedig lagernden Güter der Gesellschaft preis, um damit seine Freiheit zu erkaufen. Spätestens mit dem von König Sigismund im Jahr 1417 erlassenen Handelsverbot gegen Venedig kam das Ende der Gesellschaft.

### Geldnot und riskante Geschäfte
Erste Anzeichen für den geschäftlichen Niedergang Hildebrand Veckinchusens finden sich in den für die Jahre ab 1414 überlieferten Mahnschreiben seiner Geschäftspartner, die darauf hindeuten, dass Veckinchusen sich zeitweise in äußerster Geldnot befand. Hammel führt diese Probleme auf die durch Absatzprobleme hervorgerufenen Verluste im Osthandel zurück. Hinzu kam die Tatsache, dass Veckinchusen seinen Anteil an einem 1417 zu dessen Regierungsantritt gezahlten Darlehen für den römisch-deutschen König Sigismund nicht zurückerhielt, als er von seinen Gläubigern bedrängt wurde.
Den risikoreichen Venedighandel gab Hildebrand indessen nicht auf. 1417/18 erlitt er erhebliche Verluste, als er eine große Menge Tuch nach Venedig schickte und dabei offenbar die Marktlage falsch einschätzte. Im Mai 1418 platzten zwei auf London gezogene Wechsel, wodurch sich die spätere Katastrophe bereits ankündigte. Im Spätsommer 1418 zog Hildebrand mit seiner Familie nach Lübeck und kaufte dort ein repräsentatives Haus in der Königstraße. Kurz darauf kehrte er ohne Frau und Kinder nach Brügge zurück und wurde dort 1419 zum Aldermann des Brügger Kontors gewählt, was darauf hindeutet, dass er zumindest zu diesem Zeitpunkt noch Kredit und Ansehen in Brügge genoss.

### Schuldturm und Tod
Die hohen Zinsen, die Veckinchusen für seine bis dahin aufgenommenen Kredite an die in Brügge ansässigen Geldverleiher zahlen musste, trieben ihn immer mehr in deren Abhängigkeit. Hinzu kam das Scheitern einer Spekulation mit französischem Salz, die eine Verstimmung seiner livländischen Geschäftspartner hervorrief. Als sich die Lage immer weiter zuspitzte, nutzte Hildebrand die Antwerpener Pfingstmesse im Frühjahr 1421 zur Flucht vor seinen Gläubigern. Nach Aufenthalten in Lübeck und Köln kehrte er jedoch im Herbst 1421 nach Brügge zurück, um dort den Versuch zu wagen, seine Kredite zurückzuzahlen.
Doch bereits im Februar 1422 wurde er auf Drängen eines seiner Gläubiger, eines genuesischen Bankiers, wegen einer Schuld von 120 Pfund flämisch im Brügger Schuldturm inhaftiert. In den nun folgenden Jahren seiner Haft wandten sich die meisten seiner Freunde von ihm ab. Seine mit den Kindern in Lübeck verbliebene Frau Margarethe geriet immer stärker in Geldnot und wurde durch die Schwiegermutter seines Bruders Sivert aus dem Haus geklagt und verlor dieses. Sivert unterstützte Margarethe und die Kinder nur so weit, dass sie nicht betteln gehen mussten, da dies seinem eigenen Ansehen in Lübeck geschadet hätte.
Seit dem Herbst 1424 verstärkten die letzten Hildebrand verbliebenen Freunde ihre Anstrengungen und schafften es schließlich unter Aufwand erheblicher finanzieller Mittel und durch eine Bürgschaft seines Schwiegersohnes Peter van dem Damme, Hildebrands Freilassung zu erwirken. Nach seiner Entlassung aus dem Schuldturm am 14. oder 15. April 1426 unternahm Hildebrand noch einen letzten Versuch, seine Gläubiger durch die erneute Aufnahme von Handelsgeschäften auszuzahlen, schiffte sich dann aber am 1. Mai 1426 auf Drängen Margarethes nach Lübeck ein, wo er wenige Wochen später starb.

## Zur Quellenlage und Editionsgeschichte
Die Überlieferungssituation schriftlicher Zeugnisse zur Geschäftstätigkeit hansischer Kaufleute ist äußerst dürftig. Von allen Hansekaufleuten des Mittelalters haben Hildebrand Veckinchusen und sein Bruder Sivert das mit Abstand umfangreichste Quellenmaterial hinterlassen.

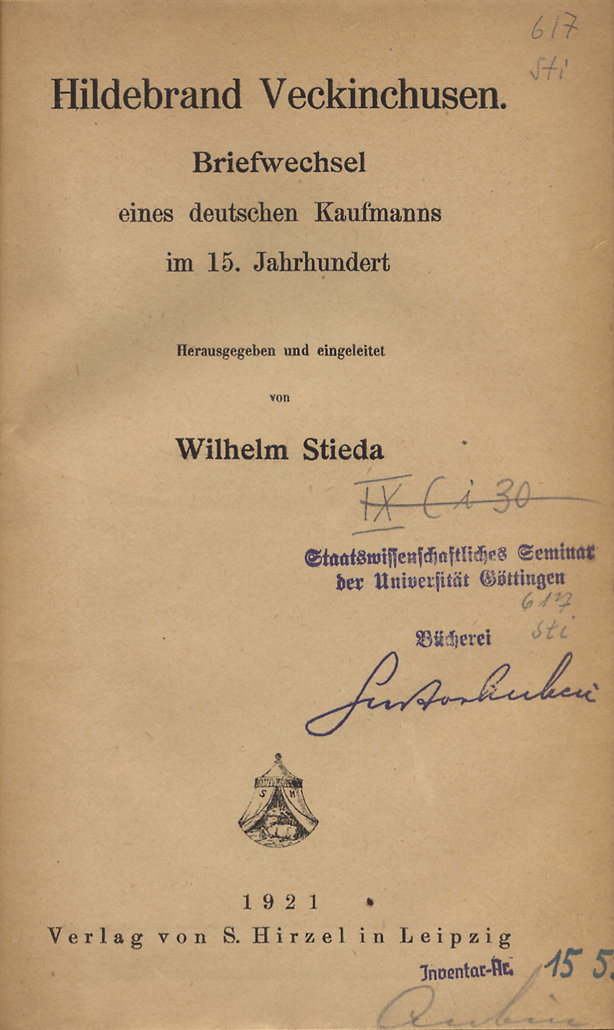
Titelblatt der von Wilhelm Stieda 1921 veröffentlichten Briefedition.

Die erste umfassende Bearbeitung dieses Materials begann Wilhelm Stieda im Sommer 1879, rund anderthalb Jahre nach Antritt seiner Professur an der Universität von Dorpat (heute Tartu). Nach seiner eigenen Aussage nutzte er die Semesterferien für eine Fahrt nach Reval, nachdem er durch eine Regestensammlung von Eduard Papst und Gotthard Hansen auf die im dortigen Stadtarchiv befindlichen Briefe aufmerksam geworden war. Bei diesem Aufenthalt fand er selbst noch weiteres Quellenmaterial: „Ein glücklicher Zufall ließ mich eines Tages im Archiv eine Holzschachtel entdecken, die unter einer dicken Schicht Pfeffer eine große Anzahl Briefe, ebenfalls von und an Hildebrand Veckinchusen, barg, viel mehr als bisher an der genannten Stelle verzeichnet worden waren.“ In den Jahren 1887 und 1895 veröffentlichte Stieda die ersten 35 Briefe im Rahmen zweier Abhandlungen, die sich mit einem Geldgeschäft Hildebrand Veckinchusens mit dem späteren Kaiser Sigismund und mit den Handelsbeziehungen der Veckinchusens nach Venedig beschäftigten.  Die von Stieda geplante Veröffentlichung einer zweibändigen Gesamtausgabe, deren erster Band die Briefe, der zweite die ebenfalls in Reval aufgefundenen Handelsbücher enthalten sollte, verzögerte sich durch Geldmangel, den Ausbruch des Ersten Weltkrieges und ungünstige Umstände immer wieder. Erst 1921 gelang es Stieda, die Briefe in dem Band Hildebrand Veckinchusen. Briefwechsel eines deutschen Kaufmanns im 15. Jahrhundert zu veröffentlichen. Mit dem Tode Stiedas im Jahre 1933 blieb der Plan eines Druckes der übrigen Materialien unvollendet. Zu beachten ist ferner, dass Stieda nicht alle erhaltenen Briefe veröffentlichte. Vielmehr ließ er sich zwar aus Reval eine ganze Reihe von Originalbriefen in das Stadtarchiv von Rostock schicken, die er später nicht publizierte und die noch heute in Rostock liegen.
Die insgesamt dreizehn Handelsbücher Hildebrand Veckinchusens, die die einzelnen Buchungen seiner Geschäfte enthalten, befanden sich bis zum Zweiten Weltkrieg im Revaler Stadtarchiv. Dort nahm der russische Historiker Michail P. Lesnikov im Jahr 1940 erstmals Einsicht in die Materialien und erhielt zwei der Bücher zur Abschrift nach Moskau, wo er vollständige Kopien anfertigte. Lesnikov schrieb die Handelsbücher mit den Archivsignaturen Af 2 und Af 5 ab (heute werden die Handelsbücher üblicherweise gemäß ihren Signaturen im 1924 erschienenen Katalog des Stadtarchivs Tallinn bezeichnet, die in der Zählung von einem anderen Katalog aus dem Jahr 1896 abweichen), ohne jedoch bereits an eine Veröffentlichung zu denken. Während des Zweiten Weltkrieges wurden bis auf zwei alle Handelsbücher nach Deutschland gebracht und in das Staatliche Archivlager Göttingen überführt. Von den in Reval verbliebenen Büchern Af 1 und Af 6 fertigte Lesnikov Ende der vierziger Jahre Abschriften an; vom Verbleib der übrigen Bände erfuhr er erst Anfang der fünfziger Jahre. 1959 schließlich regte Heinrich Sproemberg, damals Vorsitzender der „Arbeitsgemeinschaft Hansischer Geschichtsverein in der Deutschen Demokratischen Republik“, dessen Mitglied Lesnikov 1957 geworden war, die Drucklegung der von Lesnikov bearbeiteten Materialien an. Lesnikov selbst schreibt in der Rückschau, es wäre eine Pflichtverletzung gegenüber der Wissenschaft gewesen, wenn er „die Chance nicht ergriffen hätte, die so lange verschlossenen Türen in eine Schatzkammer, wie es die Veckinchusen-Bücher für den Wirtschaftshistoriker sind, weit zu öffnen“, da die wirtschaftshistorische Bedeutung der Quelle nicht hoch genug eingeschätzt werden könne. Im Jahr 1973 erschien mit dem Band Die Handelsbücher des hansischen Kaufmannes Vechinchusen schließlich die Edition der zeitlich unmittelbar aufeinanderfolgenden Handelsbücher Af 1 und Af 6, die den Zeitraum zwischen 1399 und 1415 abdecken. Die Herausgabe eines zweiten Bandes mit den sich anschließenden Handelsbüchern Af 13 (bis 1418) und Af 12 (bis 1420) wurde durch den Tod Lesnikovs verhindert.
Zwischenzeitlich hatte auch der 1942 im Zweiten Weltkrieg gefallene Historiker Claus Nordmann – unabhängig von Lesnikov – Abschriften der Veckinchusenschen Handelsbücher Af 4, Af 5, Af 7 und Af 8 angefertigt. Über dieses Unternehmen berichtete Nordmann in einem ein Jahr vor seinem Tod erschienenen umfangreichen Aufsatz in den Hansischen Geschichtsblättern. Für seine Arbeit benutzte er Fotokopien, die heute im Archiv der Hansestadt Lübeck deponiert sind und die 1913 angefertigt wurden, als die im Revaler Archiv lagernden Handelsbücher anlässlich der Internationalen Ausstellung für das kaufmännische Bildungswesen nach Deutschland geschickt wurden.
| Signatur Katalog Revaler Stadtarchiv von 1924 | Plattensammlung Archiv der Hansestadt Lübeck | Umfang   |
| --------------------------------------------- | -------------------------------------------- | -------- |
| Af 1                                          | I                                            | 144 Bll. |
| Af 2                                          | II                                           | 100 Bll. |
| Af 3                                          | IVa                                          | 38 Bll.  |
| Af 4                                          | VI                                           | 85 Bll.  |
| Af 5                                          | Va                                           | 12 Bll.  |
| Af 6                                          | III                                          | 200 Bll. |
| Af 7                                          | VIIa                                         | 16 Bll.  |
| Af 8                                          | Vb                                           | 26 Bll.  |
| Af 9                                          |                                              |          |
| Af 10                                         |                                              |          |
| Af 11                                         | IIIb                                         | 18 Bll.  |
| Af 12                                         |                                              |          |
| Af 13                                         | IVb                                          | 50 Bll.  |

Anders als Lesnikov plante Nordmann, die einzelnen Eintragungen in die Handelsbücher zum Zweck der Veröffentlichung neu zu ordnen. In seiner eigenen Edition der Bücher Af 1 und Af 6 argumentierte Lesnikov dagegen für eine originalgetreue Wiedergabe, indem er darauf hinwies, dass die Veckinchusenschen Bücher ihrer Form nach zwei Gruppen bilden. Er bezeichnete die Bücher Af 1, Af 6, Af 12 und Af 13 als Memoranda, in die die Eintragungen eher unzusammenhängend und scheinbar keinem Ordnungskriterium folgend vorgenommen wurden. Alle übrigen Handelsbücher sind nach Lesnikov als Kontobücher zu klassifizieren, da die Einzelbuchungen nach festen Regeln eingetragen wurden.
1982 nahm Walther Stark die Arbeit an den unveröffentlichten Handlungsbüchern, die seit 1978 im Bundesarchiv Koblenz lagen und dann nach Berlin ausgeliehen worden waren, wieder auf. Zwar konnte Stark die Arbeit vollenden, das Manuskript hingegen erwies sich wegen der vielen Korrekturschichten als undruckbar. Aus vielerlei Gründen konnte die Arbeit über Jahrzehnte nicht zum Druck befördert werden. Schließlich konnte die Edition der Handelsbücher im Frühjahr 2013 abgeschlossen werden.
Über rein wirtschaftshistorische Fragestellungen hinaus bieten die Veckinchusen-Materialien – und hier insbesondere die zahlreichen zwischen den Brüdern Veckinchusen und ihren Geschäftsfreunden, Geschäftspartnern, Gesellen und Verwandten gewechselten Briefe – auch für sozialgeschichtliche Untersuchungen weiten Raum. Exemplarisch seien hier die zwischen Hildebrand Veckinchusen und seiner zweiten Frau Margarethe ausgetauschten Schreiben genannt, über die Rolf Hammel urteilt, der Briefwechsel lasse „wie kein anderes spätmittelalterliches Zeugnis auch die gefühlsmäßige Beziehung zwischen Eheleuten zu Beginn des 15. Jh. erkennen.“ Eine umfassende biographische Aufarbeitung der Person Hildebrand Veckinchusens steht noch aus, das Material dafür liegt nun aber weitgehend komplett im Druck vor.

## Weltdokumentenerbe
Die Briefe und Handelsbücher Veckinchusens im Stadtarchiv Tallinn bilden eins der 17 Dokumente zur Geschichte der Hanse, die die UNESCO am 18. Mai 2023 in ihre Liste des Weltdokumentenerbes aufgenommen hat. Diese Dokumente bzw. teilweise auch Dokumentenkonvolute wurden zuvor auf einem vom Archiv der Hansestadt Lübeck initiierten internationalen Kongress ausgewählt und bei der UNESCO eingereicht. Hierbei handelt es sich um Zollbücher, Sitzungsprotokolle, Privilegien und Urkunden aus den Jahren 1192 bis 1547 aus sechs europäischen Staaten.